# 約翰·穆爾 (內華達州政治人物)
約翰·穆爾（英語：John Moore；1964年2月4日—）是美国内华达州的一名政治人物，曾在2014年11月－2016年11月擔任内华达州众议院第八選區選出的代表眾議員。

## 早年生活
1964年，穆爾於密蘇里州堪薩斯城出生，由於父親早死，他被迫找工作。11歲時，他在當地的理髮店掃地和擦鞋，每小時一美元。兩年後，摩爾的家人搬到了加利福尼亞州，在當地就讀高中。

## 政治生涯
2012年穆爾首次參選内华达州众议院第八選區民主黨黨內初選，但輸給了當區時任眾議員傑森·弗賴爾森；2年後他轉投共和黨參選，以40票取得第八選區的議席。
2016年1月，穆爾轉投自由意志黨，成為當時自由意志黨唯一一名州眾議員，原因是反對內華達州歷上最大加稅幅度，同年11月他在内华达州众议院選舉再次輸給傑森·弗賴爾森而失去議席。